# Collégien
Collégien és un municipi francès del Torcy (departament del Sena i Marne, regió d'Illa de França. L'any 2007 tenia 3.149 habitants.
Forma part del cantó de Torcy, del districte de Torcy i de la Comunitat d'aglomeració Marne i Gondoire.

## Demografia

### Població
El 2007 la població de fet de Collégien era de 3.149 persones. Hi havia 1.099 famílies, de les quals 210 eren unipersonals (103 homes vivint sols i 107 dones vivint soles), 247 parelles sense fills, 522 parelles amb fills i 120 famílies monoparentals amb fills.
La població ha evolucionat segons el següent gràfic:

### Habitatges
El 2007 hi havia 1.186 habitatges, 1.118 eren l'habitatge principal de la família, 9 eren segones residències i 58 estaven desocupats. 846 eren cases i 334 eren apartaments. Dels 1.118 habitatges principals, 727 estaven ocupats pels seus propietaris, 376 estaven llogats i ocupats pels llogaters i 15 estaven cedits a títol gratuït; 54 tenien una cambra, 150 en tenien dues, 152 en tenien tres, 281 en tenien quatre i 482 en tenien cinc o més. 959 habitatges disposaven pel capbaix d'una plaça de pàrquing. A 532 habitatges hi havia un automòbil i a 496 n'hi havia dos o més.

### Piràmide de població
La piràmide de població per edats i sexe el 2009 era:
| Homes | Edats   | Dones |
| ----- | ------- | ----- |
| 0     | 95 o +  | 0     |
| 0     | 90 a 94 | 4     |
| 0     | 85 a 89 | 4     |
| 4     | 80 a 84 | 4     |
| 8     | 75 a 79 | 16    |
| 8     | 70 a 74 | 24    |
| 16    | 65 a 69 | 16    |
| 16    | 60 a 64 | 16    |
| 44    | 55 a 59 | 36    |
| 136   | 50 a 54 | 100   |
| 196   | 45 a 49 | 176   |
| 144   | 40 a 44 | 180   |
| 92    | 35 a 39 | 124   |
| 76    | 30 a 34 | 72    |
| 136   | 25 a 29 | 112   |
| 108   | 20 a 24 | 100   |
| 204   | 15 a 19 | 156   |
| 152   | 10 a 14 | 164   |
| 92    | 5 a 9   | 80    |
| 76    | 0 a 4   | 60    |

## Economia
El 2007 la població en edat de treballar era de 2.372 persones, 1.842 eren actives i 530 eren inactives. De les 1.842 persones actives 1.682 estaven ocupades (873 homes i 809 dones) i 159 estaven aturades (80 homes i 79 dones). De les 530 persones inactives 129 estaven jubilades, 280 estaven estudiant i 121 estaven classificades com a «altres inactius».

### Ingressos
El 2009 a Collégien hi havia 1.113 unitats fiscals que integraven 3.141,5 persones, la mediana anual d'ingressos fiscals per persona era de 22.985 €.

### Activitats econòmiques
Dels 307 establiments que hi havia el 2007, 1 era d'una empresa extractiva, 3 d'empreses alimentàries, 2 d'empreses de fabricació de material elèctric, 33 d'empreses de fabricació d'altres productes industrials, 17 d'empreses de construcció, 132 d'empreses de comerç i reparació d'automòbils, 23 d'empreses de transport, 19 d'empreses d'hostatgeria i restauració, 5 d'empreses d'informació i comunicació, 12 d'empreses financeres, 8 d'empreses immobiliàries, 36 d'empreses de serveis, 6 d'entitats de l'administració pública i 10 d'empreses classificades com a «altres activitats de serveis».
Dels 42 establiments de servei als particulars que hi havia el 2009, 1 era una oficina de correu, 2 oficines bancàries, 5 tallers de reparació d'automòbils i de material agrícola, 3 paletes, 3 guixaires pintors, 2 fusteries, 2 lampisteries, 2 empreses de construcció, 5 perruqueries, 15 restaurants, 1 agència immobiliària i 1 tintoreria.
Dels 70 establiments comercials que hi havia el 2009, 1 era, 1 un supermercat, 1 una botiga de més de 120 m², 3 fleques, 1 una peixateria, 40 botigues de roba, 1 una botiga de roba, 5 sabateries, 1 una sabateria, 2 botigues de material esportiu, 4 perfumeries, 8 joieries i 2 floristeries.

## Equipaments sanitaris i escolars
Els tres equipaments sanitaris que hi havia el 2009 eren farmàcies. El 2009 hi havia una escola maternal i 1 escola elemental.

## Poblacions properes
El següent diagrama mostra les poblacions més properes.